# Dana (Yagoua)
Pour les articles homonymes, voir Dana.
Dana  est une localité du Cameroun située dans la commune de Yagoua, le département du Mayo-Danay et la Région de l'Extrême-Nord, à la frontière avec le Tchad.

## Population
En 1967 la localité (Dana I-II) comptait 2 922 habitants, principalement des Massa, des Peuls et des Toupouri. À cette date, elle était dotée d'une école publique à cycle incomplet. Un marché hebdomadaire s'y tenait le dimanche.
Lors du recensement de 2005, on y a dénombré 6 697 personnes.

## infrastructures
En 2012 Dana dispose d'un établissement scolaire technique de premier cycle (CETIC).